# Warren Hoburg
Warren Woodrow Hoburg detto Woody (Pittsburgh, 16 settembre 1985) è un astronauta statunitense. Tra marzo e settembre 2023 ha preso parte alla missione SpaceX Crew-6 durante la quale ha partecipato alla missione di lunga durata Expedition 68/69 a bordo della Stazione spaziale internazionale. 

## Biografia

### Carriera accademica
Si è laureato in aeronautica e astronautica al MIT e ha conseguito un dottorato in ingegneria elettrica e informatica all'Università della California a Berkeley. Ha lavorato per Boeing Commercial Airplanes Product Development su un software per processi di produzione compositi. Al momento della selezione come astronauta, Hoburg era assistente professore di aeronautica e astronautica al MIT dove insegnava Dynamics and Flight Vehicle Engineering. Il suo gruppo di lavoro ha sviluppato strumenti e software, tra cui GPkit, un pacchetto Python per geometric program, usati anche per realizzare un drone a energia solare con una durata di cinque giorni di volo ancora sotto sviluppo per l'aeronautica statunitense.

### Carriera alla NASA
È stato selezionato nel Gruppo 22 degli astronauti NASA il 7 giugno 2017. Tra agosto 2017 e gennaio 2020 ha frequentato l'addestramento di base per i candidati astronauti al Johnson Space Center della NASA. Alla conclusione di questo ha ottenuto il distintivo argentato degli astronauta NASA e 
divenne assegnabile a una missione spaziale. Nel dicembre 2020 è stato selezionato come uno dei 18 astronauti del Programma Artemis.

#### SpaceX Crew-6 (Expedition 69)
Il 16 dicembre 2021 è stato assegnato alla missione SpaceX Crew-6 con il ruolo di pilota. Parteciperà alla missione di lunga durata Expedition 69 a bordo della Stazione spaziale internazionale. Il lancio è stato effettuato il 2 marzo 2023.

## Vita privata
Hoburg è nato e cresciuto a Pittsburgh in Pennsylvania. Ha una compagna, Polina Anikeeva, e nel tempo libero gli piace scalare montagne e pilotare aerei. Dal 2010 al 2013 è stato un soccorritore stagionale del Yosemite Search and Rescue e Capo operazioni dell’Unità di soccorso in montagna della San Francisco Bay Area.